# الساحل الوسط جنوبي (فيتنام)
Coordinates: 15°41′49.51″N 108°25′26.66″E / 15.6970861°N 108.4240722°E
الساحل الوسط جنوبي ( بالفيتنامية: Nam Trung Bộ ) هي منطقة من مناطق فيتنام. وتتكون من بلدية مستقلة وهي دا نانغ  و7 محافظات. محافظات الجنوب نينه توان وبنه توان تعتبر في بعض الأحيان جزء من منطقة جنوب شرق فيتنام . جزر بحر الجنوب الصيني وهي جزر باراسيل ( ضاحية هوانغ سا ) و جزر سبراتلي ( ضاحية ترونغ سا ) تعتبر أيضا جزء من هذه المنطقة.
هذه المنطقة كانت تاريخياً بوابة رئيسية لجارتها المنطقة الجبيلة الوسطى. وهي ذات جغرافية معقدة مع سلسلة الجبال المتدة إلى الساحل مما جعل النقل وبناء البنية التحتية تواجه تحديات، ولكن هذه الجغرافية أتت لصالح السياحة في المنطقة وخاصة في بعض الأماكن مثل فان تهيت ( Phan Thiết ) و نها ترانغ ( Nha Trang, ) و دا نانغ ( Da Nang ) . وأستفادت السياحة أيضا من التراث الثقافي لتشام من العمارة والعروض المسرحية والمتاحف. بالمجمل العالم هذه المنطقة أقل تقدماً من المناطق الصناعية مثل المناطق حول مدينة هو تشي منه أو دلتا النهر الأحمر ، ولكن لها بعض المراكز الصناعية الصغيرة في دا نانغ و حول نها ترانغ ( Nha Trang ) و كوي نهون ( Quy Nhơn ) .

## المحافظات
| م | المحافظة  | المساحة (كم²) | تعداد السكان (2011) | الكثافة السكانية (نسمة/كم²) | دخل الفرد من الناتج القومي دونغ فيتنامي (2007) |
| - | --------- | ------------- | ------------------- | --------------------------- | ---------------------------------------------- |
| 1 | دا نانغ   | 1,256         | 951,700             | 740                         | 18.98                                          |
| 2 | كوانغ نام | 10,438        | 1,435,000           | 137                         | 8.76                                           |
| 3 | كوانغ ناي | 5,153         | 1,221,600           | 237                         | 7.82                                           |
| 4 | بنه دنه   | 6,040         | 1,497,300           | 247                         | 9.57                                           |
| 5 | فو أين    | 5,061         | 871,900             | 172                         | 8.43                                           |
| 6 | كان هوا   | 5,218         | 1,174,100           | 225                         | 16.1                                           |
| 7 | ننه توان  | 3,363         | 569,000             | 169                         | 6.66                                           |
| 8 | بنه توان  | 7,837         | 1,180,300           | 151                         | 11                                             |
| 9 | المجم، ع  | 44,367        | 8,900,900           | 201                         | 10.76                                          |

## التاريخ
سكن المنطقة شعب بثقافة السا هوينه ( Sa Huỳnh ) ما بين عام 1000 قبل الميلاد إلى عام 200 ما بعد الميلاد. وتم العثور على بقايا حضارات قديمة في سا هوينه ( Sa Huỳnh ) و كوانغ ناي . وتبعها مملكة تدعى لين-يي ( 林邑 ) بالصينية أو لام أب ( Lâm Ấp ) بالفيتنامية وكانت موجودة منذ عام 192 بعد الميلاد وكان مركزها السياسي في شمال الساحل وسط جنوبي بالقرب من هيو ( Huế ). لين-يي كانت متأثر ثقافياً بالهند. طبعاً للمصادر الصينية، تعرضت لين-يي لعدة غارات من جايوزي ( بالأنجليزية: Jiaozhi بالفيتنامية: Giao Chỉ ) ، وكان عامل ساهم لعدة حروب بين الجايوزي والمستعمرين الصينيين ضد لين-يي في القرن الثالث والرابع والخامس.

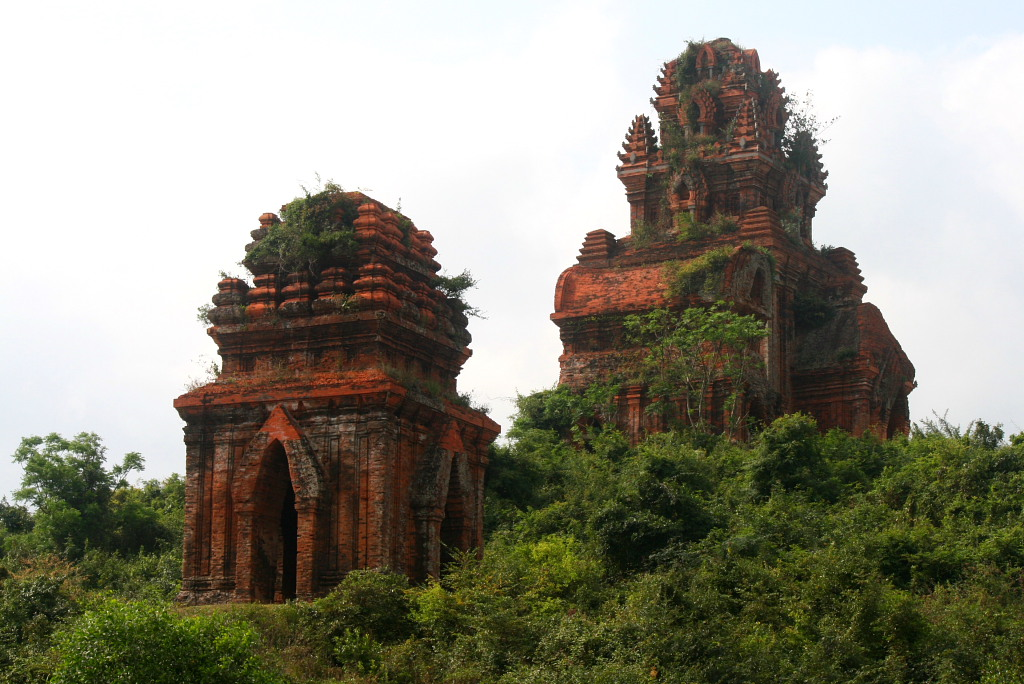
أبراج بنه إت في محافظة بنه دنه.

المنطقة التاريخية لتشامبا تقريبا تعادل منطقة الساحل الوسط جنوبي. على الرغم من أنها في أحيان تمتد إلى الساحل الوسط شمالي وأمتد نفوذها أيضا إلى المنطقة الجبيلة الوسطى . بإستثناء العاصمة الأولى كل المراكز السياسية على مر التاريخ لتشامبا كانت في الساحل الوسط جنوبي. بعض العواصم السابقة مثل العاصمة الدينية مي سون ( Mỹ Sơn ) وجزء من مدينة هوي أن ( Hội An ) كانت في المناطق الحالية لمحافظة كوانغ نام . ربما بسبب الهزائم في الحرب ضد داي فيت ( Đại Việt ) العاصمة أزيحت أكثر إلى الجنوب إلى فيايا ( Vijaya ) لما يعرف حالياً بمحافظة بنه دنه. بعد سقوط الفيايا لفيتنام في عام 1471 ، انسحبت تشامبا إلى إمارة بانديرانغا ( Panduranga ) في الجنوب بما يعرف حالياً ب فون رانغ في محافظة ننه توان ، وبقيت اجزاء كبيرة محتلة من تشامبا كبروقراطية في فيتنام لبعض الوقت.:119  العلاقات مع المنطقة الجبلية الوسطى والتجارة من ما بعد البحار كانت أساسية للمنطقة. تجارة تشامبا تخصصت في إنتاج المنتجات الرفاهية مثل البخور من المنطقة الجبيلة الوسطى وحتى إلى ابعد من ذلك إلى أتابيو ( Attapeu ) في الجنوب ولاوس وبيعها إلى تجار أجانب من خلال الميناء هاوي أن وتاي ناي.:110–111, 114

## الجغرافية

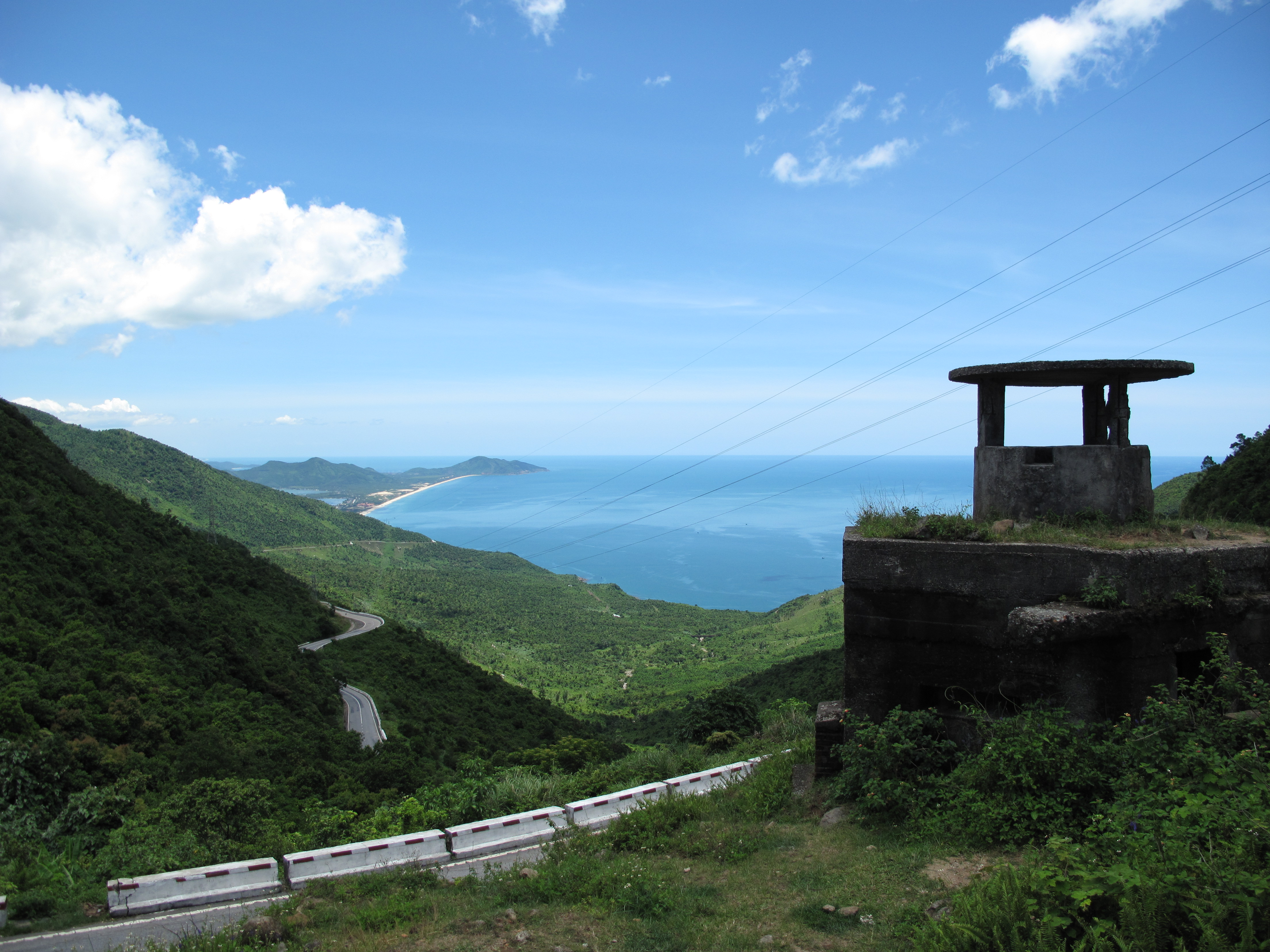
مضيق فان باس

### الطبولوجية
بالمجمل العام لمعظم منطقة الساحل في فيتنام الساحل الوسط جنوبي التضاريس ليس مستويه. وتحتوي على طبولوجية متعددة من سلسلة جبيلة وتلال ليس فقط ممتدة مع طول الحدود مع المنطقة الجبلية الوسطى ولكن أيضاً إلى الساحل, مكونه عددا من المضائق والخلجان وشبه الجزر ومناظر طبيعية خلابة من الشواطئ والجبال في الخلف منها. معظم الجبال ليست قريبه من الحدود مع المنطقة الجبلية الوسطى، وأعلاها ارتفاعاً هو جبل نغوك لينه (  Ngọc Linh )  بارتفاع يبلغ 2598 متر. وهناك عدة قمم بالقرب من ساحل دا نانغ ( 696 متر على شبه جزيرة سون ترا Son Tra Peninsula ) و محافظة بنه دنه ( إلى 874 متر ) و محافظة فو أين ( إلى ارتفاع 874 متر ) و محافظة كان هوا 0 إلى ارتفاع 978 متر ) ومحافظة بنه توان ( إلى ارتفاع 1040 متر ).
عدة جبال تعمل كحدود طبيعية ما بين محافظات المنطقة، بالإضافة إلى مضيقين أو واحد. المضائق الرئيسية تشمل مضيق هاي فان ( Hải Vân ) في الحدود الشمالية لمنطقة دا نانغ ومضيق بنه دي ( đèo Bình Đê ) بين محافظة كوانغ ناي ومحافظة بنه دنه ومضيق كو مونغ ( đèo Cù Mông ) بين محافظة بنه دنه ومحافظة فو أين و مضيق كا ( đèo Cả ) بين محافظة فو أين ومحافظة كان هوا .

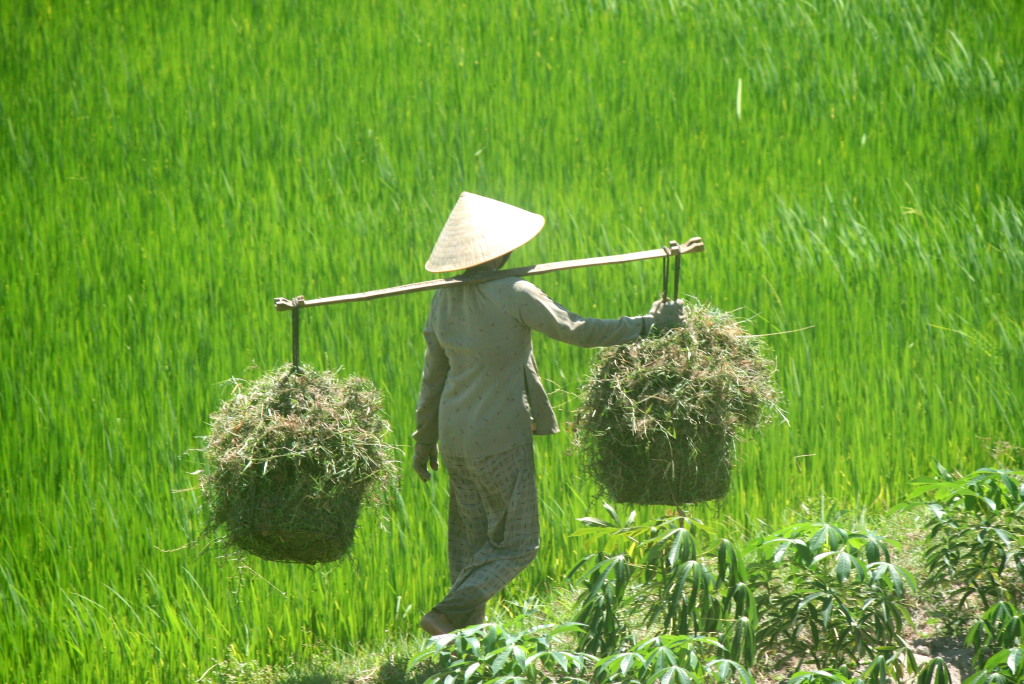
مزارع في محافظة دنه بنه

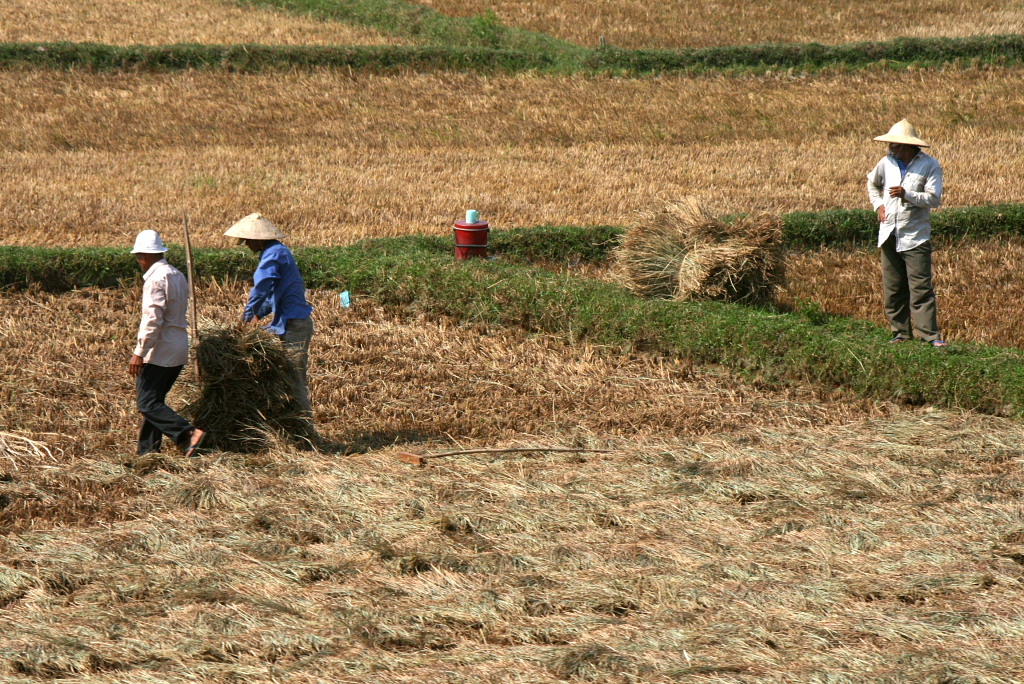
مزارعين في محافظة كوانغ ناي

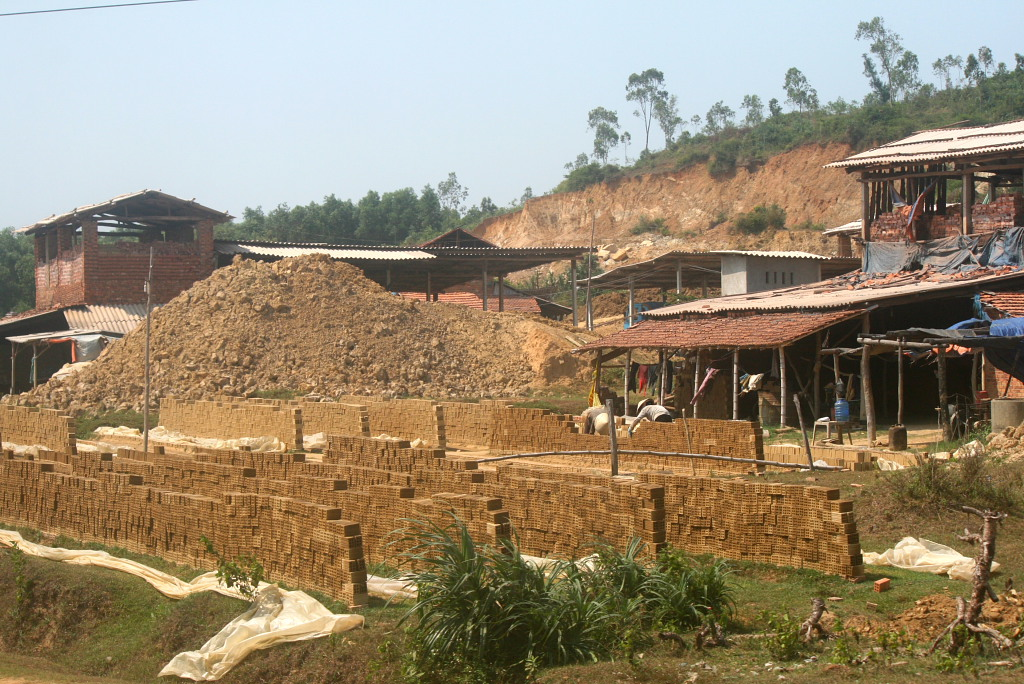
مصنع حجر في محافظة كوانغ ناي

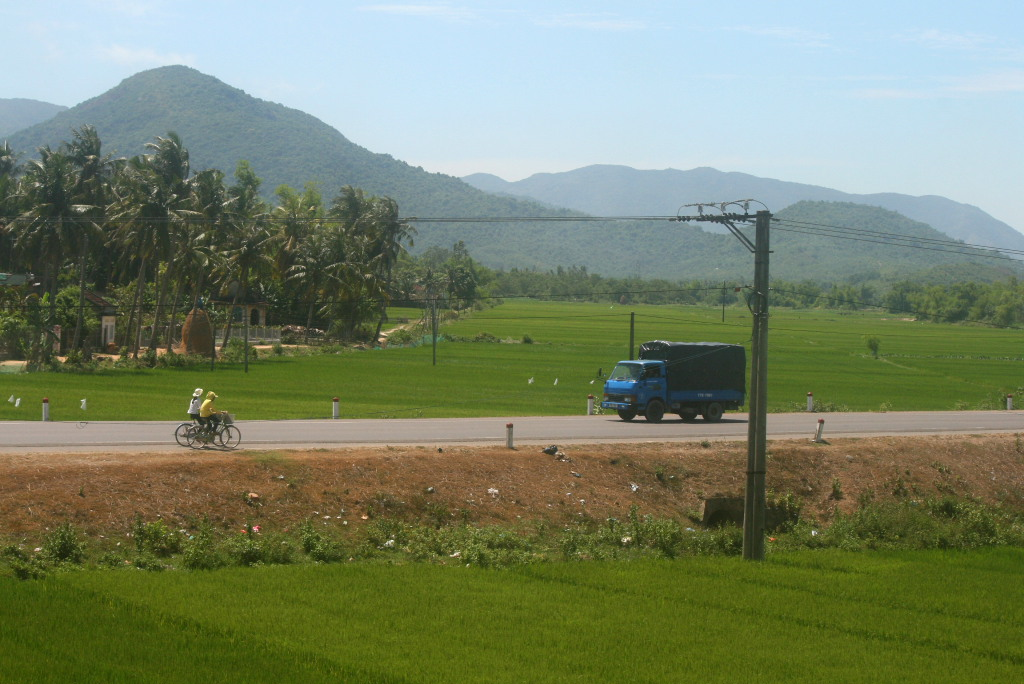
الطريق الدولي A1 في محافظة بنه دنه